# 藤井寺インターチェンジ

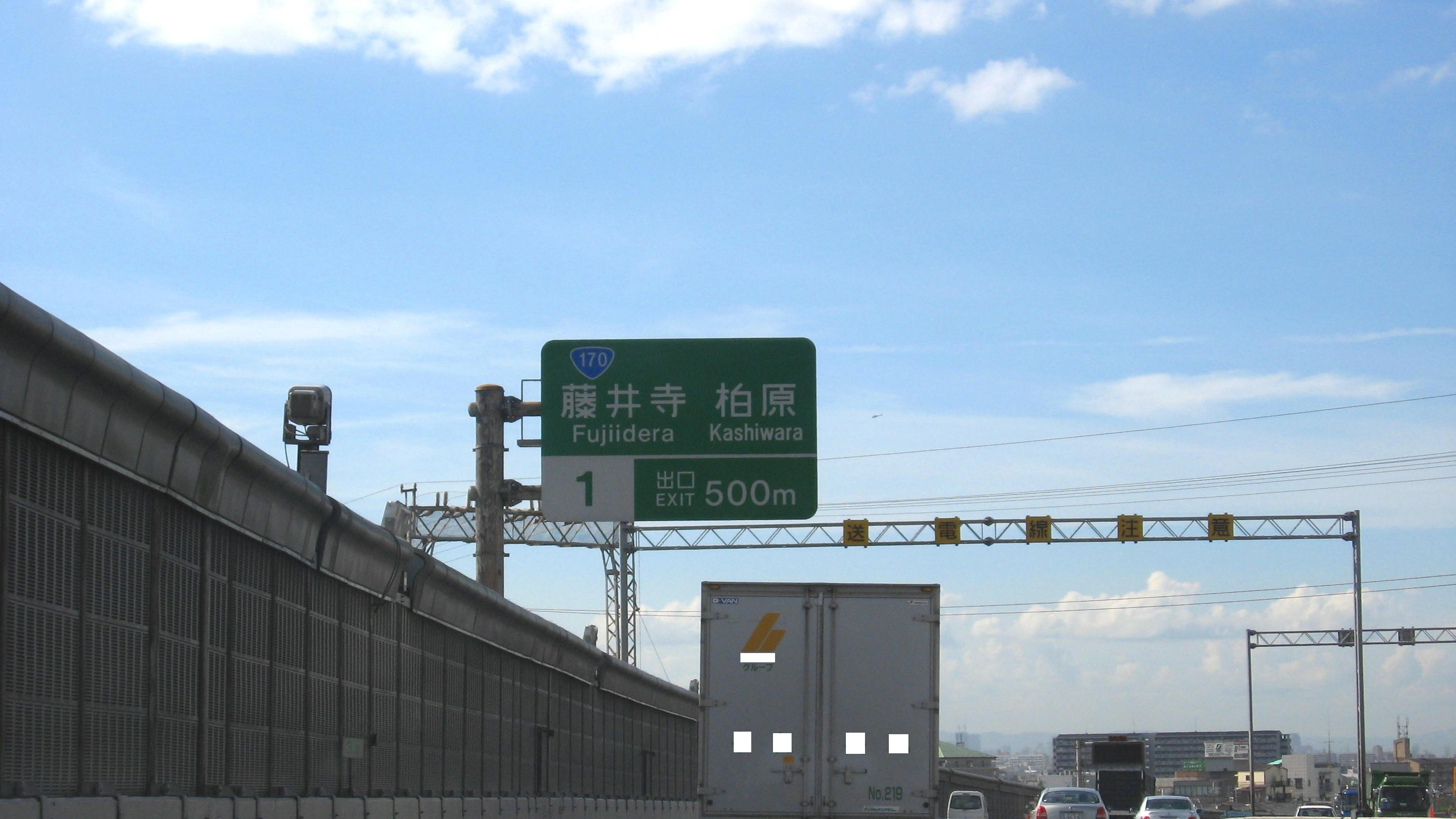
藤井寺ICの案内板

藤井寺インターチェンジ（ふじいでらインターチェンジ）は、大阪府藤井寺市の、西名阪自動車道上にあるインターチェンジ。西名阪道における羽曳野市・富田林市・河内長野市の最寄りインターチェンジであり、また柏原ICは大阪府・奈良県境の間近にあり柏原市の市街地（柏原駅周辺）からは離れているため、当インターチェンジで下車する方が距離が短い。下り線の案内標識には区別、誤下車防止のために「柏原西部」と記載されている。上り線では柏原ICで下車できないため、案内標識は「柏原」のみ記載されている。
インターチェンジ内には西日本高速道路関西支社阪奈高速道路事務所が併設されており、大阪府警高速道路交通警察隊西名阪藤井寺分駐所もある。

## 道路
- E25 西名阪自動車道（1番）

## 料金所
均一料金であるため出口に料金所は存在しない。
総ブース数：5

### 大阪方面入口
- ブース数：2
  - ETC専用：1
  - ETC/一般：1

### 天理方面入口
- ブース数：3
  - ETC専用：2
  - 一般：1

## 接続する道路
- 国道170号大阪外環状線
- 大阪府道12号堺大和高田線

## 周辺
- 藤井寺市立第三中学校
- 藤井寺市立図書館
- 誉田御廟山古墳（応神天皇陵）
- 藤井寺市役所
- 近鉄南大阪線 藤井寺駅・土師ノ里駅

## 隣
E25 西名阪自動車道
(10) 松原JCT - （松原本線料金所：天理・名古屋方面のみ） - (1) 藤井寺IC - （柏原本線料金所：松原方面のみ） -  (2) 柏原IC（松原方面のみ）